# Printemps (Borissov-Moussatov)
Pour les articles homonymes, voir Printemps (homonymie).
Printemps (en russe : Весна) est un des tableaux les plus connus du peintre russe Victor Borissov-Moussatov, qui a été réalisé entre 1898 et 1901.

## Description
Ce tableau marque le début d'une nouvelle période dans le travail de l'artiste et est lié aux œuvres les plus estimées de sa production.
L'important pour le peintre n'est pas la réalité narrative (la jeune fille qui se promène et que l'on ne voit que de dos), mais le parfum d'une poésie mélancolique, les méditations lyriques qui s'élèvent de parcs anciens. Il réussit à transmettre subtilement la réalité du printemps en représentant des arbres en fleurs et des pissenlits duveteux, qui expriment l'atmosphère et l'état de la nature. 
L'historienne d'art Valentine Marcadé fait remarquer que bien que Moussatov ne fut pas symboliste au sens le plus strict du terme, toutefois sa vision des choses fait de ses tableaux de véritables poèmes musicaux et lyrique qui le rapprochent des symbolistes.
Actuellement le tableau se trouve au Musée russe à Saint-Pétersbourg.